# جامعه‌شناسی پزشکی
جامعه‌شناسی پزشکی، شاخه‌ای از جامعه‌شناسی می‌باشد که تمرکز مطالعات خود را بر پزشکی به مثابه مجموعه‌ای از پنداره‌ها و رفتارها قرار می‌دهد.
جامعه‌شناسی پزشکی و بهداشت، شاخه‌ای از جامعه‌شناسی بوده و از جدیدترین رشته‌های تخصصی است، که در آن اموری مانند بهداشت، بیماری و مراقبتهای پزشکی از دیدگاه جامعه‌شناسی مورد تجزیه و تحلیل قرار می‌گیرد. تحقیق در تأثیر بیماری‌ها بر گروه‌های انسانی و نحوه دفاع در مقابل آن موضوع جالب توجهی برای جامعه‌شناسی است. توزیع بیماری‌ها در میان انسان‌ها متفاوت بوده و شناخت و آگاهی نسبت به بیماری در چارچوب الگوهای فرهنگی صورت می‌گیرد. به دلیل مداخله عوامل و شرایط اجتماعی در مسیر و جریان درمان، علوم اجتماعی با پزشکی و بهداشت و درمان مشارکت می‌یابد و پیدایش رشته جامعه‌شناسی پزشکی ضرورت می‌یابد.
به عبارت واضح‌تر، جامعه‌شناسی پزشکی مطالعه و بررسی تأثیر و تأثرات بین جامعه و پدیده‌های اجتماعی از یک طرف، و مسایل پزشکی و بهداشتی از طرف دیگر است. این تأثیر و تأثرات دربرگیرنده جهات مختلفی است؛ از جمله عوامل و پارامترهای اجتماعی مؤثر در ایجاد و شیوع بیماری‌ها، عوامل و فاکتورهای اجتماعی مؤثر در شناخت و درمان بیماری‌ها و تأثیرات اجتماعی ناشی از بیماری‌ها و درمان آن‌ها.
جامعه‌شناسان در جستجوی تعادلی میان دو موضع پزشکی و جامعه‌شناسی هستند. جامعه‌شناسی پزشکی به دنبال این است که هم به جامعه‌شناسی چیزی اضافه شود و هم مشارکتی در حل مسایل پزشکی پدید آید.

## پیامدهای جامعه‌شناسی پزشکی
علم پزشکی با تأیید بر ماده گرایی، آدمی را از آسمان به اسارت تن درآورده است. جسم و بدن را مسلط بر وجود نموده‌است و اعتبار حیات را میان انسان و حیوانات به اشتراک گذارده و به این ترتیب، از اعتبار و شأن حیات انسان کاسته و وسعت نگاه او را به اندازه زندگی حاضر و مساوی با حیوانات در نظر می‌آورد. جهان غیرمادی را از انسان گرفته‌است و حوزه اختیارات او را در جهان مادی به اقتضائات و نیازهای بدن محدود نموده‌است. همچنین با حسابگری، بُعد عاطفی را از زندگی ربوده‌است و با قرار دادن عصیان در مقابل حسابگری، آن را به اقدامی غیرعقلانی و نابخردانه تبدیل کرده‌است. علم پزشکی با صحه بر فاصله و جدایی میان انسان‌ها (سالم و بیمار) موجب از بین رفتن وحدت و یگانگی میان انسان‌ها و یکپارچگی زندگی جمعی آنان شده‌است.

## شکل‌گیری جامعه‌شناسی پزشکی
جامعه‌شناسی پزشکی نخستین‌بار به عنوان یک رشته مستقل توسط یک پزشک آلمانی به نام چارلز مک‌اینتایر (Charles Mc.Intire) در سال ۱۸۹۴ پیشنهاد شد، ولی مدت‌ها مورد توجه قرار نگرفت، تا اینکه پس از سال ۱۹۴۶ مطالعات آن به نحو جدی دنبال گردید.